# Magdalene von Dewall
Magdalene von Dewall (* 8. Mai 1927 in Halle (Saale); † 1. Januar 2014 in Langenargen) war eine deutsche Archäologin, die sich insbesondere mit der Frühgeschichte des Fernen Ostens befasste.

## Werdegang
Magdalene von Dewall wurde 1961 an der Universität Hamburg  mit der Doktorarbeit Pferd und Wagen im alten China zum Dr. phil. promoviert. Dewall entwickelte sich zu einer der führenden Persönlichkeiten auf dem Gebiet der Sinoarchäologie und gilt als Begründerin einer neuen Sichtweise auf die chinesische Geschichte, die sich mit der Betrachtung des Alltags im frühen China beschäftigte. Dewall war unter anderem am Südasien-Institut der Universität Heidelberg beschäftigt, wo sie auf dem Gebiet der Ethnologie tätig war. Auf dem Gebiet der Sinoarchäologie beschäftigte sich Dewall insbesondere mit Streitwagen, Bronzen aus dem Dian-Reich und Begräbnisritualen.
Zu ihrem 80. Geburtstag stiftet Dewall dem Reiss-Engelhorn-Museum in Mannheim eine Forschungsstelle zur Archäologie und Kultur Ostasiens. In ihrem Testament verfügte sie die Gründung der Dr. Magdalene von Dewall-Stiftung zur Förderung der Sinoarchäologie. Die Stiftung hat sich der Förderung von Wissenschaft und Archäologie sowie der Nachwuchsförderung auf dem Gebiet der Sinoarchäologie verschrieben. Zudem soll der wissenschaftliche Austausch zwischen China und Deutschland gefördert werden.